# Jon Hamm

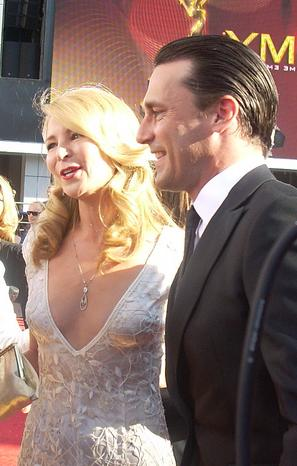
Jon Hamm z Jennifer Westfeldt podczas 60. wręczenia nagród Emmy

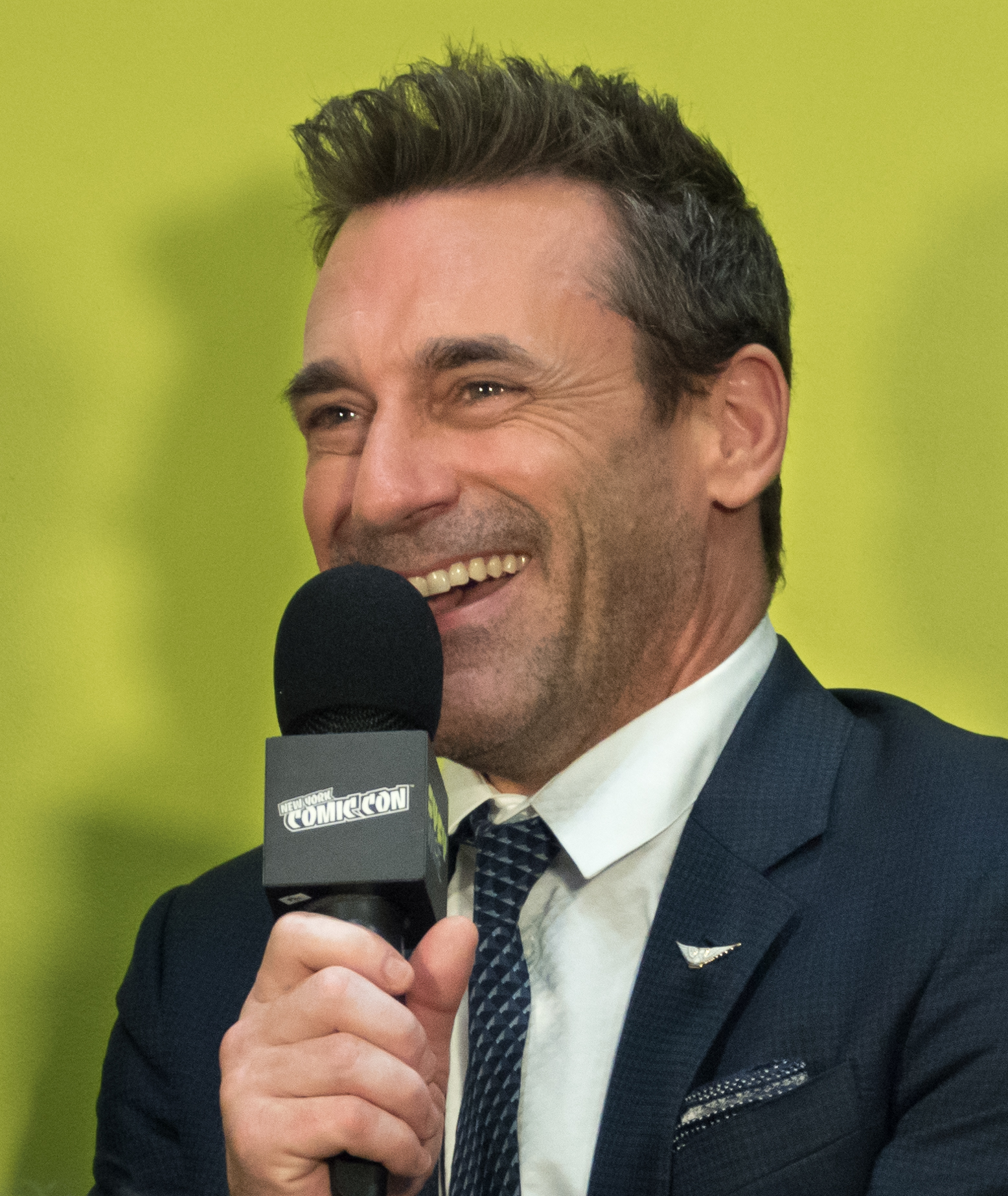
Jon Hamm (2018)

Jon Hamm, właśc. Jonathan Daniel Hamm (ur. 10 marca 1971 w Saint Louis) – amerykański aktor i producent filmowy i telewizyjny pochodzenia niemieckiego, angielskiego i irlandzkiego, występował w roli Dona Drapera w serialu Mad Men, za którą w 2008 roku zdobył nagrodę Złotego Globu dla Najlepszego aktora w dramacie telewizyjnym oraz Emmy.

## Życiorys

### Wczesne lata
Urodził się w Saint Louis w Missouri jako syn Deborah i Daniela Hammów. Jego ojciec prowadził firmę przewozową, a matka była sekretarką. Jest niemieckiego, angielskiego i irlandzkiego pochodzenia; Jego nazwisko pochodzi od niemieckich imigrantów. Rodzice rozwiedli się, gdy miał dwa lata i zamieszkał w Creve Coeur w Missouri z matką. Gdy miał 10 lat jego matka zmarła na raka jelita grubego. Następnie przeniósł się do ojca, który zmarł, gdy miał 20 lat.
Uczęszczał do prywatnej szkoły John Burroughs School w Ladue, gdzie był członkiem klubu piłki nożnej, baseball i drużyny pływackiej. W pierwszej klasie szkoły podstawowej wystąpił jako Kubuś Puchatek, w wieku 16 został obsadzony w roli Judasza w musicalu Stephena Schwartza Godspell. W 1989 podjął studia na University of Texas at Austin, gdzie był członkiem Upsilon Chapter braterstwa Sigma Nu. Po śmierci ojca wrócił do aktorstwa w University of Missouri; wziął udział w reklamach, wystąpił w studenckim przedstawieniu Sen nocy letniej oraz musicalu Stephena Sondheima Zabójcy (Assassins) jako Leon Czolgosz. W 1993 roku otrzymał bakalaureat na kierunku języka angielskiego.

### Kariera
Przez wiele lat przyjaźnił się z aktorem Paulem Ruddem, którego odwiedził w Hollywood w 1992 roku. W 1995 roku przeprowadził się na stałe do Los Angeles z samochodem i 150 dolarami w kieszeni. Rozpoczął pracę jako kelner i jednocześnie uczestniczył w przesłuchaniach. Występował w Sacred Fools Theater Company w Los Angeles, m.in. w tragedii szekspirowskiej Tymon Ateńczyk jako Flawiusz – główny służący Tymona. Po gościnnym występie w jednym z odcinków serialu Fox Ally McBeal (1997) zachwycający facet przy barze, w 1998 r. nie uzyskał żadnych ofert pracy. Po trzech latach został porzucony przez William Morris Agency. Kontynuował pracę jako kelner i krótko pracował jako scenograf dla pornograficznego filmu.
Pojawił się w jednym z odcinków serialu Kolorowy dom (The Hughleys, 2000) i otrzymał rolę romantycznego strażaka Burta Ridleya w serialu NBC Powrót do Providence (Providence, 2000–2001). Na kinowym ekranie zadebiutował w komedii science-fiction Clinta Eastwooda Kosmiczni kowboje (Space Cowboys, 2000) jako młody pilot, a następnie wystąpił w niezależnej komedii romantycznej Całując Jessikę Stein (Kissing Jessica Stein, 2001) oraz filmie wojennym Byliśmy żołnierzami (We Were Soldiers, 2002) obok Mela Gibsona i Madeleine Stowe. Jego kariera została dodatkowo wzmocniona, gdy zagrał rolę inspektora policji Nate Basso w serialu Babski oddział (The Division, 2002–2004). Przełomową rolę otrzymał w 2007 roku, kiedy pokonał ponad 80 kandydatów i zagrał rolę Donalda „Dona” Drapera w serialu Mad Men.

## Życie prywatne
W latach 1997–2015 był związany z aktorką i scenarzystką Jennifer Westfeldt (ur. 1970).

## Filmografia
- Kosmiczni kowboje (Space Cowboys, 2000) jako młody pilot
- Całując Jessikę Stein (Kissing Jessica Stein, 2001) jako Charles
- Byliśmy żołnierzami (We Were Soldiers, 2002) jako kapitan Matt Dillon
- Ira i Abby (2006) jako Ronnie
- Jak złamać 10 przykazań (The Ten, 2007) jako instruktor spadochroniarstwa Chris Knarl
- Dzień, w którym zatrzymała się Ziemia (The Day the Earth Stood Still, 2008) jako dr Granier, agent NASA
- Samotny mężczyzna (A Single Man, 2009) jako Harold Ackerley (głos, niewymieniony w czołówce)
- Skradzione życie (Stolen, 2009) jako Tom Adkins Senior
- Shrek Forever (Shrek Forever Afte, 2010) jako Brogan (głos)
- Drużyna A (The A-Team, 2010) jako agent Lynch (niewymieniony w czołówce)
- Miasto złodziei (The Town, 2010) jako agent Adam Frawley
- Skowyt (Howl, 2010) jako Jake Ehrlich
- Sucker Punch (2011) jako Ostry Gracz / Doktor
- Druhny (Bridesmaids, 2011) jako Ted (niewymieniony w czołówce)
- Single od dziecka (Friends with Kids) (2012) jako Ben
- Szpiedzy z sąsiedztwa (Keeping Up with the Joneses) (2016) jako Tim Jones
- Baby Driver (Baby Driver) (2017) jako Gostek
- Berek (film) (Tag) (2018) jako Bob Callahan
- Źle się dzieje w El Royale (2018) jako Seymour „Laramie” Sullivan
- Lucy in the Sky (2019) jako Mark Goodwin
- Dobry omen (2019) jako Archanioł Gabriel
- Richard Jewell (2019) jako Tom Shaw
- Top Gun: Maverick (2022) jako Adm. Beau Simpson
- Kto zabił Maggie Moore? (2023) jako komendant policji Jordan Sanders